# 暗礁

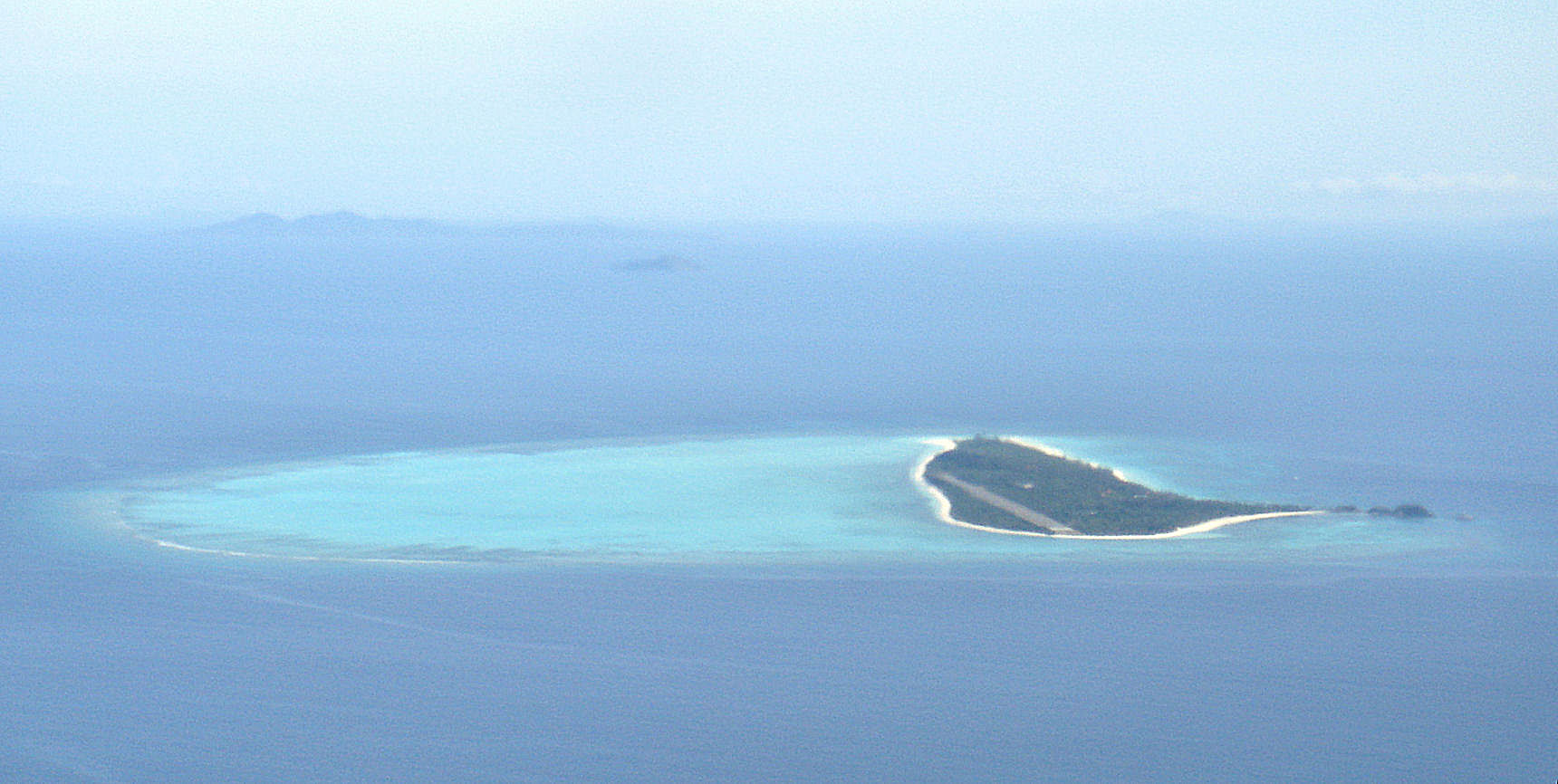
菲律宾苏禄海的暗礁。

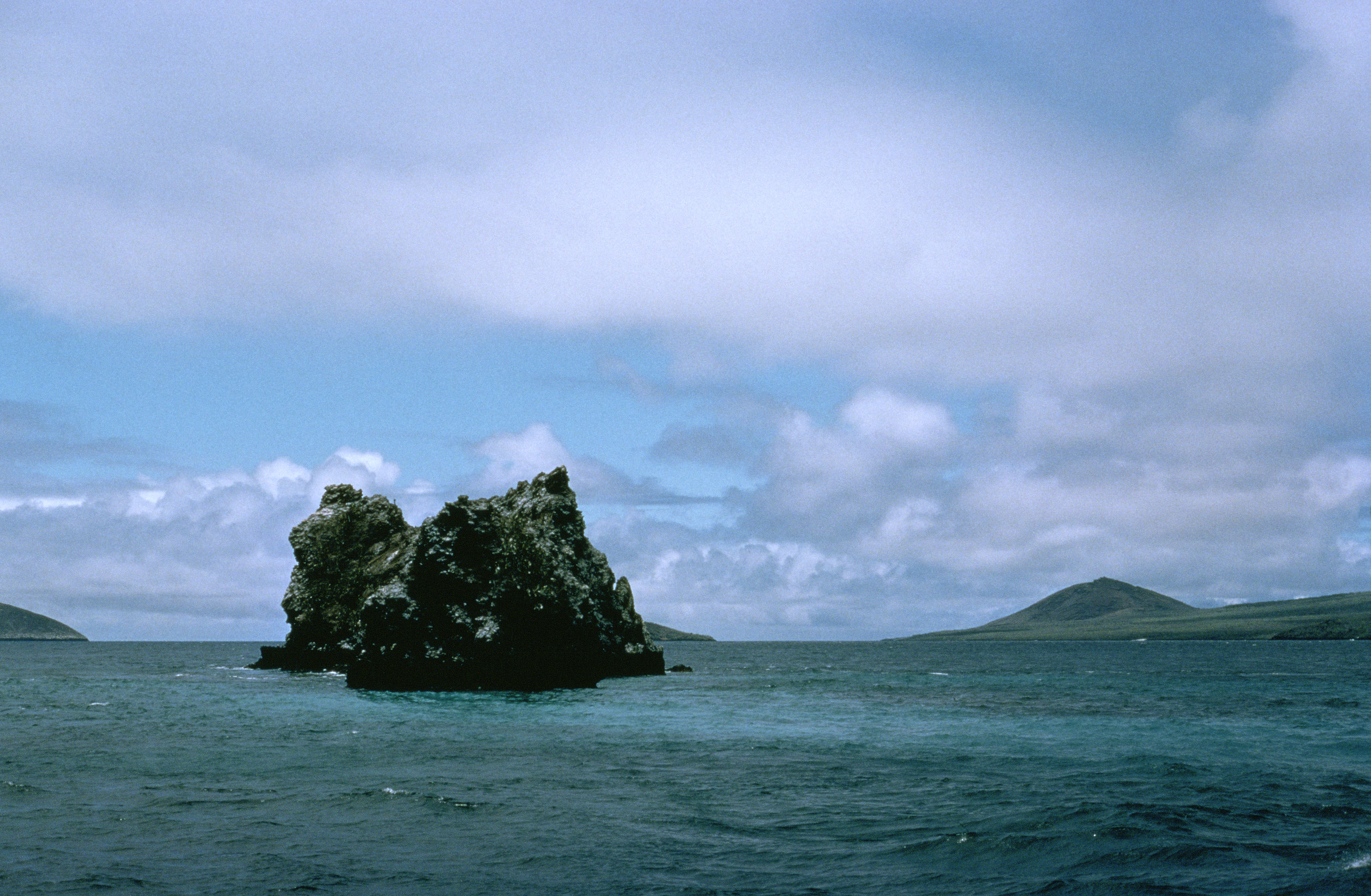
围绕一个小岛的暗礁。

暗礁是指一种类似岩石的物质，常常出现在沙洲或其他位于水面以下，在低水位时的深度通常不超过6英尋（11）。许多暗礁由非生物过程形成——沙的沉积、水波侵蚀岩石的凸出部分以及其他自然过程——但最著名的是热带海域通过生物过程由珊瑚和其他石灰质藻类形成的珊瑚礁。人们有时会建造例如利用沉船形成的人工暗礁来使寻常的沙质水底变得复杂，以增进生物的多样性，特别是鱼。